# Yisrael Kristal
Yisrael Kristal (Maleniec, Końskie,15 de setembro de 1903 - Haifa, Israel, 11 de agosto de 2017) foi um supercentenário israelense, reconhecido, até a data de sua morte, como o homem vivo mais velho do mundo.

## Biografia
Kristal nasceu na Polônia, então parte do Império Russo e teve forte educação religiosa. Confeiteiro de profissão, ele presenciou a Primeira Guerra Mundial quando criança e a Segunda Guerra Mundial como um adulto.
Durante a Segunda Guerra Mundial, ele foi confinado pelo regime nazista em um gueto judeu; seus filhos morreram nesse gueto, mas ele e sua esposa foram deportados para o Campo de Concentração de Auschwitz. Kristal sobreviveu ao Holocausto, mas sua esposa infelizmente não. Ele se casou novamente após a Guerra e, em 1950, emigrou para Israel com sua segunda esposa Batsheva, também uma sobrevivente do Holocausto, juntamente com o filho.
Após a morte de Alice Herz-Sommer em Londres em 23 de fevereiro de 2014, Kristal tornou-se o sobrevivente do Holocausto mais velho  do mundo (embora ele fosse mais velho que ela).
Em 19 de janeiro de 2016 tornou-se no homem vivo mais velho do mundo após a morte do japonês Yasutaro Koide.